# 蓮華岳
蓮華岳（れんげだけ）は、飛騨山脈北部
、富山県中新川郡立山町と長野県大町市とにまたがる標高2,799 mの山。日本で66番目に高い山。針ノ木峠を挟んで針ノ木岳の東側に対峙している。

## 概要
東西に長い頂稜は、濃飛流紋岩型の溶結凝灰岩からなる。山頂の西には若一王子神社の奥宮があり、山頂には二等三角点（点名が「蓮華岳」、標高2,798.73 m、1902年（明治35年）に選点）が設置されている 山頂付近の砂礫地の斜面には、コマクサ、アオノツガザクラ などの高山植物が自生している。針ノ木峠までの後立山連峰の南側に位置し、麓の大町市から眺めると円錐形のどっしりとした山容である。蓮華岳の山域を含む飛騨山脈の主要な山域は、1934年（昭和9年）12月4日に中部山岳国立公園の指定を受けた。日本山岳会により日本三百名山の一つに選定されている。針ノ木岳と蓮華岳が大町市を代表する山として「信州ふるさと120山」の一つに選定されている。別称が、烏帽子岳と北針ノ木岳。周辺との山並みを蓮の花に見立てその中心の山であることが山名の由来であると見られている。

## 登山
西の針ノ木峠から烏帽子岳方面への縦走路の登山道が整備されている。蓮華岳から南烏帽子岳までは、北アルプス主稜線の中でも、登山者が少ないエリアである。山頂付近は風化した白い砂礫で歩きやすい。飛騨山脈を縦走する登山者が通過する場合に、登頂されることもある。上部の高山帯の登山道脇の斜面では、コマクサの群生が見られる。

### 登山ルート

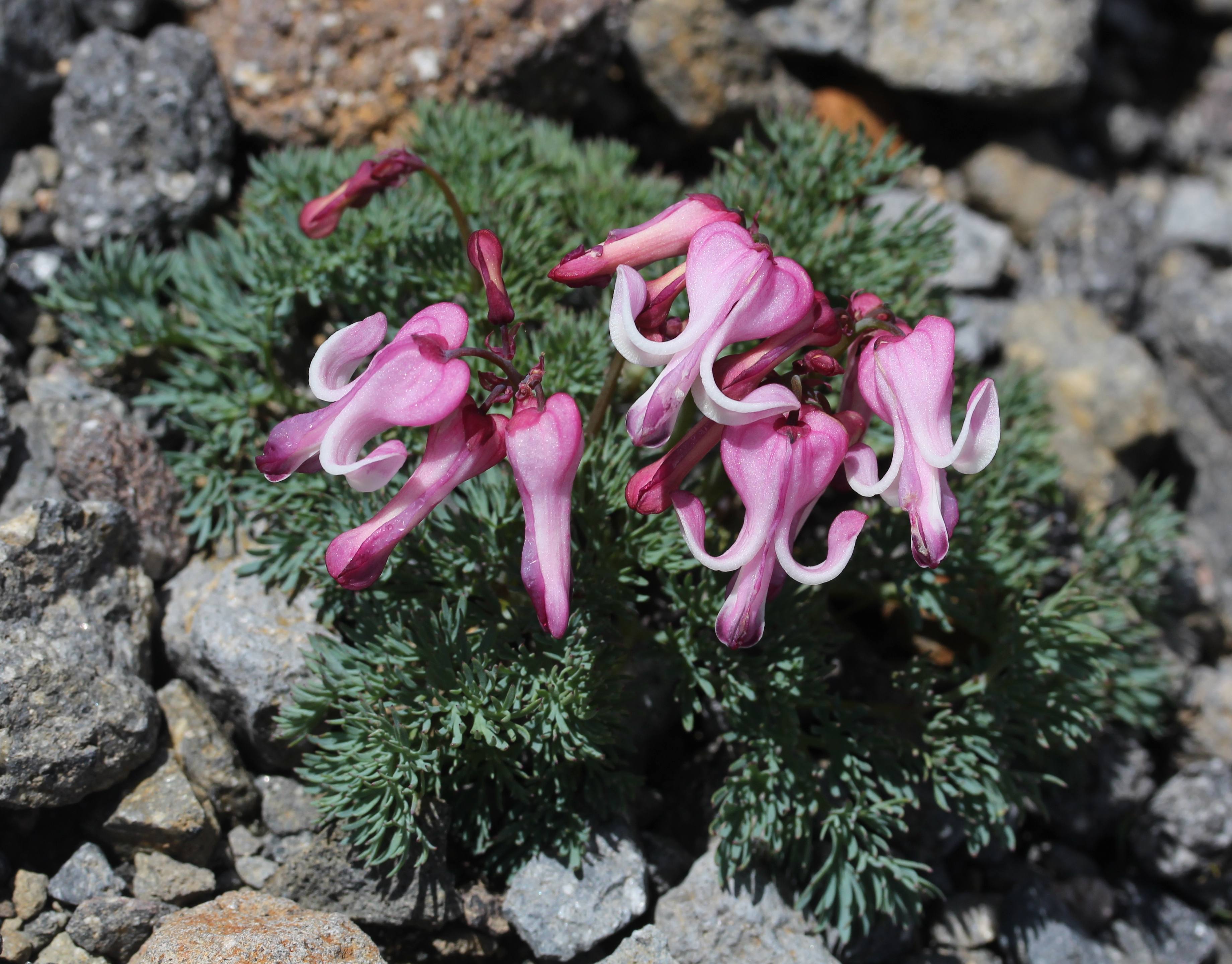
蓮華岳の上部の高山帯には高山植物のコマクサが自生している。

扇沢からのルート
扇沢からの登山道が主要ルートとされている。途中の針ノ木峠の手前には、日本三大雪渓の一つ、針ノ木雪渓がある。登山経路は、扇沢駅 - 大沢小屋 - （針ノ木雪渓） - 針ノ木峠（針ノ木小屋） - 若一王子神社奥宮 - 蓮華岳。
船窪新道
葛温泉から船窪新道を利用して登られることもある。蓮華岳の南面は急な尾根道で「蓮華の大下り」と呼ばれ、難所には梯子や鎖が設置されている。登山経路は、葛温泉（七倉山荘登山口） - 七倉尾根 - 船窪小屋 - 七倉岳 - 七倉乗越 - 北葛岳 - 北葛乗越 - 蓮華岳。

### 周辺の山小屋

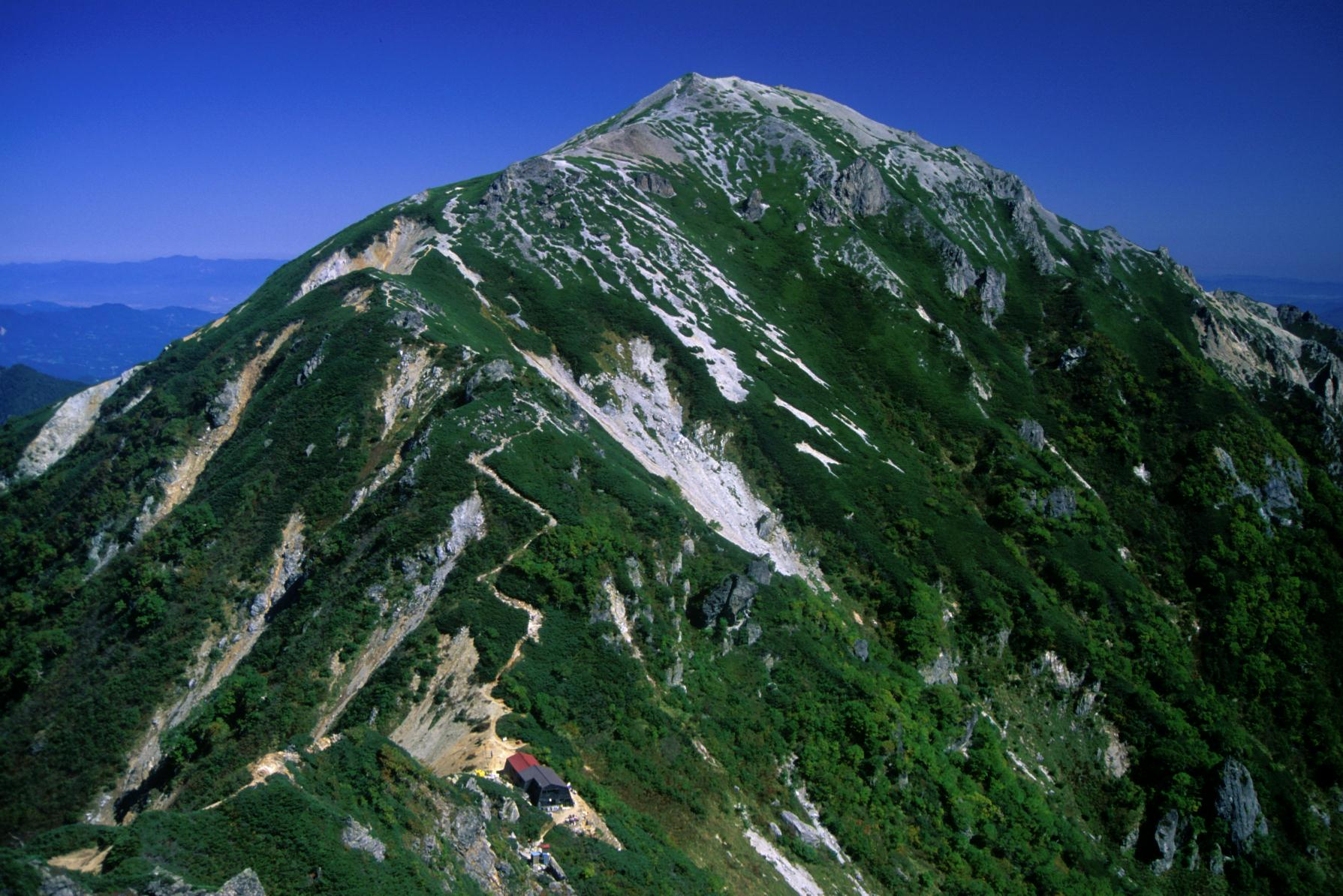
針ノ木岳方面から望む針ノ木峠にある針ノ木小屋と蓮華岳

周辺の登山道上には、山小屋 とキャンプ指定地 がある。登山シーズン中の一部期間に有人の営業を行っている。最寄りの山小屋は針ノ木小屋で、登山口周辺の扇沢駅には一般の宿泊施設がある。積雪量の多い地域であり、営業期間外には閉鎖される。
| 名称       | 所在地           | 標高 (m) | 蓮華岳からの 方角と距離 (km) | 収容 人数 | キャンプ 指定地 | 備考                                    |
| ---------- | ---------------- | -------- | ---------------------------- | --------- | --------------- | --------------------------------------- |
| 大沢小屋   | 篭川端・大沢出合 | 1,700    | 北北西 2.1                   | 20        | テント3張       | 1925年開業                              |
| 針ノ木小屋 | 針ノ木峠         | 2,536    | 西 1.5                       | 100       | テント20張      | 1930年開業                              |
| 船窪小屋   | 七倉岳南側稜線上 | 2,450    | 南南西 3.5                   | 50        | テント5張       | 1955年開業                              |
| 七倉山荘   | 七倉車止め地点   | 1,100    | 南南東 4.8                   | 28        |                 | 1980年開業 ブナ立尾根（烏帽子岳）登山口 |

## 地理

### 周辺の山

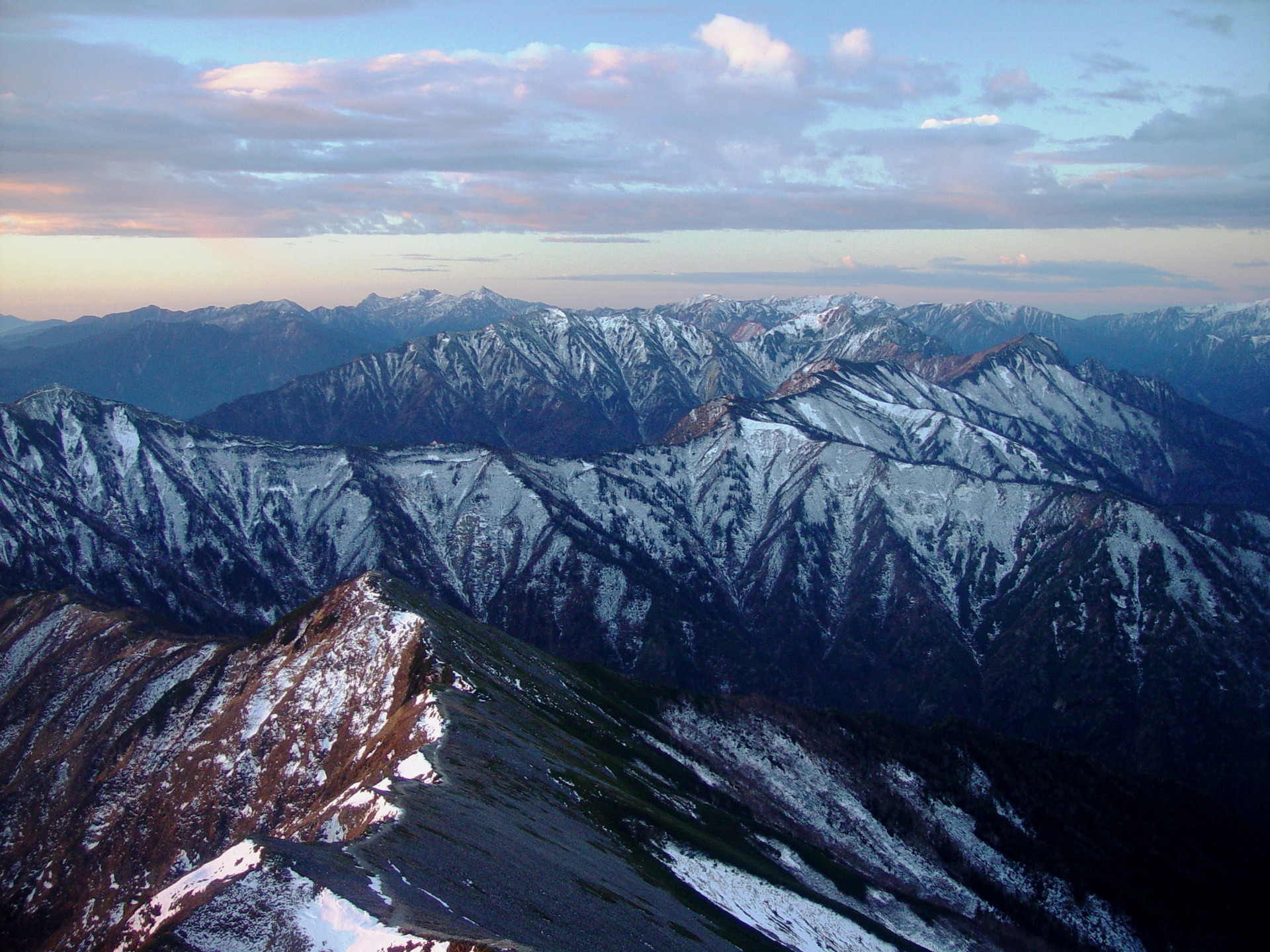
北側の鹿島槍ヶ岳から望む蓮華岳周辺の山並み

飛騨山脈の後立山連峰の最南端の山であり、針ノ木峠を挟んで東に蓮華岳が対峙する。長野県と富山県との県境となる稜線上にあり、その稜線は三俣蓮華岳へと続く。高瀬川の支流の篭川を挟んで北側には爺ヶ岳が対峙している。
| 山容                                                                              | 山名                    | 標高 (m) | 三角点等級 基準点名 | 蓮華岳からの 方角と距離(km) | 備考                            |
| --------------------------------------------------------------------------------- | ----------------------- | -------- | ------------------- | --------------------------- | ------------------------------- |
| 針ノ木岳から望む爺ヶ岳と高瀬川の支流である篭川（2001年9月23日）                   | 爺ヶ岳                  | 2,669.93 | 二等 「祖父岳」     | 北北東 6.8                  | 種池山荘・冷池山荘 日本三百名山 |
| 蓮華岳から望む針ノ木岳（1997年8月15日）                                           | 針ノ木岳                | 2,820.73 | 三等 「野口」       | 西 2.3                      | 針ノ木小屋 日本二百名山         |
| スバリ岳から望む蓮華岳、右端中央部が針ノ木峠（2001年9月23日）                     | 蓮華岳                  | 2,798.73 | 二等 「蓮華岳」     | 0                           | コマクサ群生地 日本三百名山     |
| 針ノ木岳から望む北葛岳と七倉岳、遠景は常念山脈、左最奥には富士山（2001年9月23日） | 北葛岳 （きたくずだけ） | 2,551    |                     | 南南西 2.0                  |                                 |
| 針ノ木岳から望む高瀬ダムと船窪岳などの飛騨山脈の山並み（2001年9月23日）           | 船窪岳 （ふなくぼだけ） | 2,450    |                     | 南西 3.4                    | 船窪乗越                        |

### 源流の河川
以下の河川の源流となる山で、日本海へ流れる。
- 針ノ木谷 - 黒部川の支流で黒部湖に流れ、その黒部ダムの南東5.5 kmに位置する。
- 篭川（赤石沢、大沢、丸石沢、黒沢） - 高瀬川の支流。大沢と丸石沢に挟まれた山頂から北側に延びる尾根は、丸石尾根と呼ばれている[19]。丸石沢の下部には多数の砂防堰堤が造られている。
- 北葛沢 - 高瀬川の支流で龍神湖に流れる、その大町ダムの西北西6.8 kmに位置する。

### 周辺の峠
周辺の主稜線上には以下の峠がある。
- 針ノ木峠 - 針ノ木岳と蓮華岳との鞍部、標高2,536 m。山頂の西1.5 kmに位置する。佐々成政が厳冬期にこの峠を越えたとされている伝説で知られている[10]。
- 北葛乗越 - 蓮華岳と北葛岳との鞍部、標高2,275 m。山頂の南南西1.2 kmに位置する。
- 七倉乗越 - 北葛岳と七倉岳との鞍部、標高2,536 m。山頂の南南西2.4 kmに位置する。
- 船窪乗越 - 七倉岳と船窪岳との鞍部、標高約2,180 m。山頂の南西3.2 kmに位置する。

### 交通アクセス

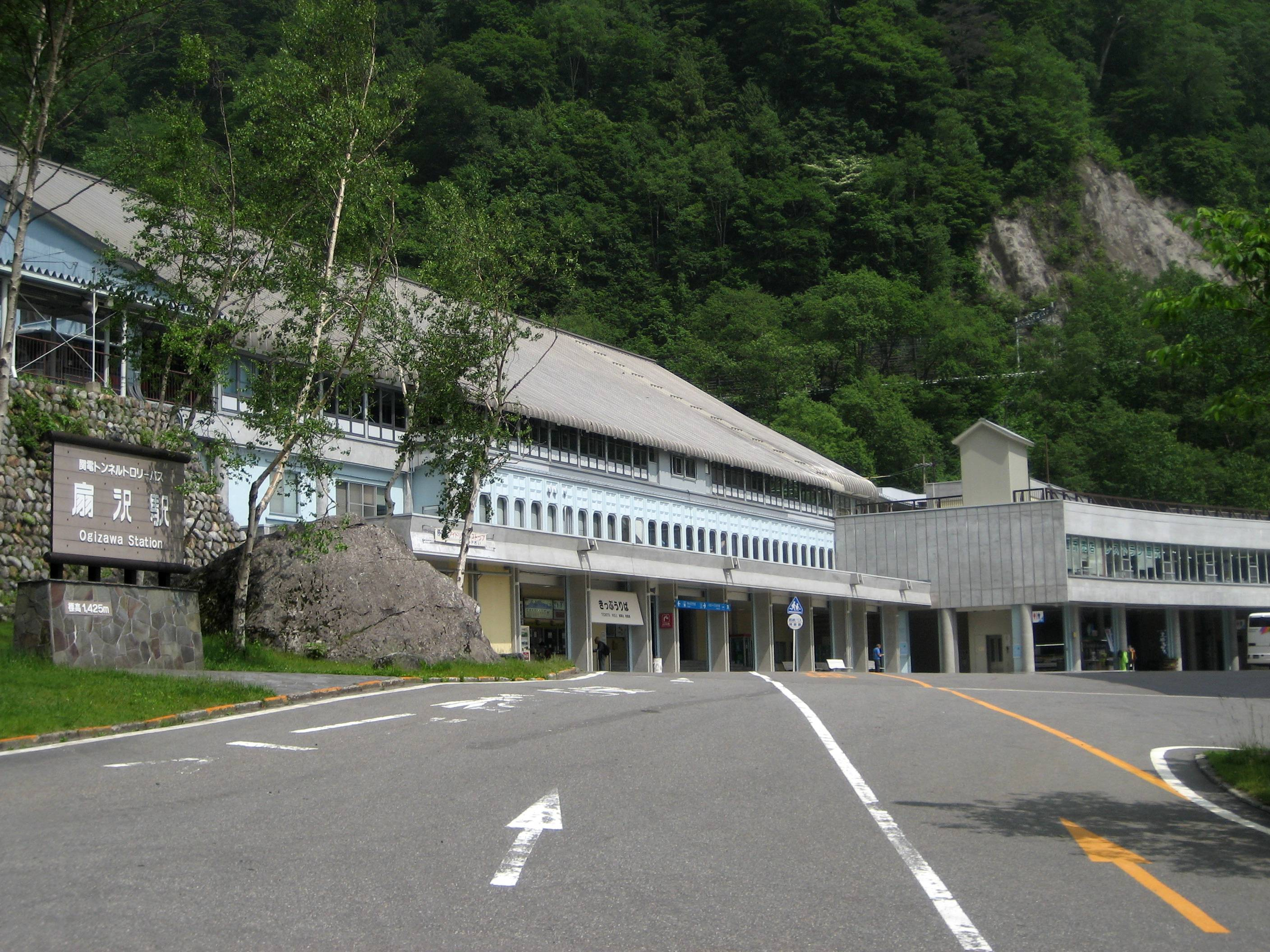
蓮華岳への登山口となる扇沢駅

北東山麓の篭川左岸沿いに長野県道45号扇沢大町線（大町アルペンライン）が通り、その終点に立山黒部アルペンルートの長野県側の玄関口となる関電トンネルトロリーバス扇沢駅がある。扇沢駅周辺には、マイカー利用者のための大規模な駐車場がある。扇沢駅が針ノ木岳などの後立山連峰と蓮華岳への登山口となる。JR東日本大糸線信濃大町駅からタクシー かマイカーを利用して、七倉・葛温泉の登山口から入山できる。
- 立山黒部アルペンルートの関電トンネルトロリーバス扇沢駅の南南西2.8 kmに位置する。信濃大町駅からは路線バスを利用して登山口となる扇沢駅から入山するのが一般的である。
- JR東日本大糸線信濃大町駅の西14 kmに位置する。
- 長野自動車道安曇野インターチェンジの北西32 kmに位置する。
- 松本空港の北北西45 kmに位置する。

## 蓮華岳の風景

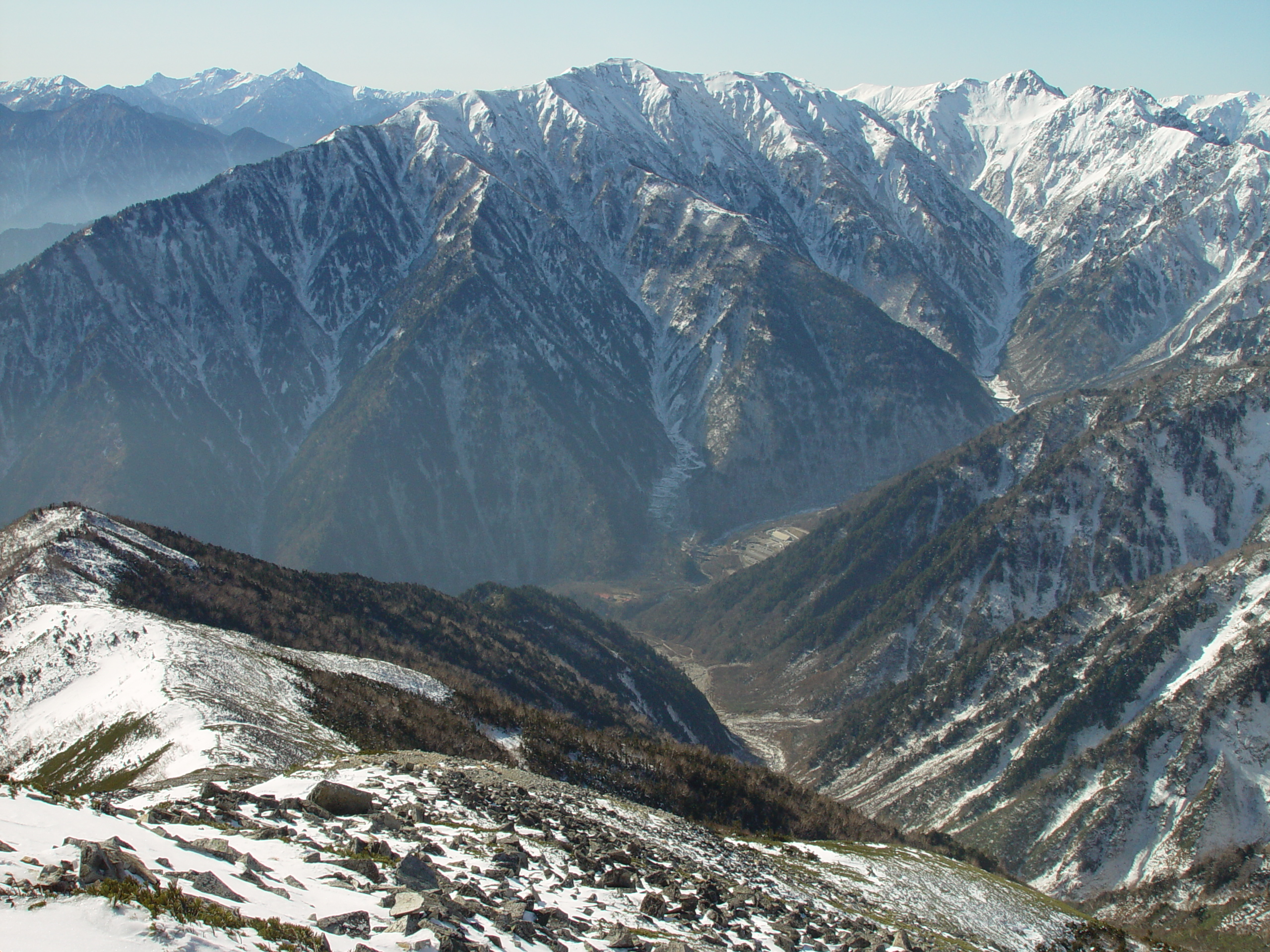
北側の爺ヶ岳から望む蓮華岳と針ノ木岳、中央付近に扇沢駅 （2001年11月20日）
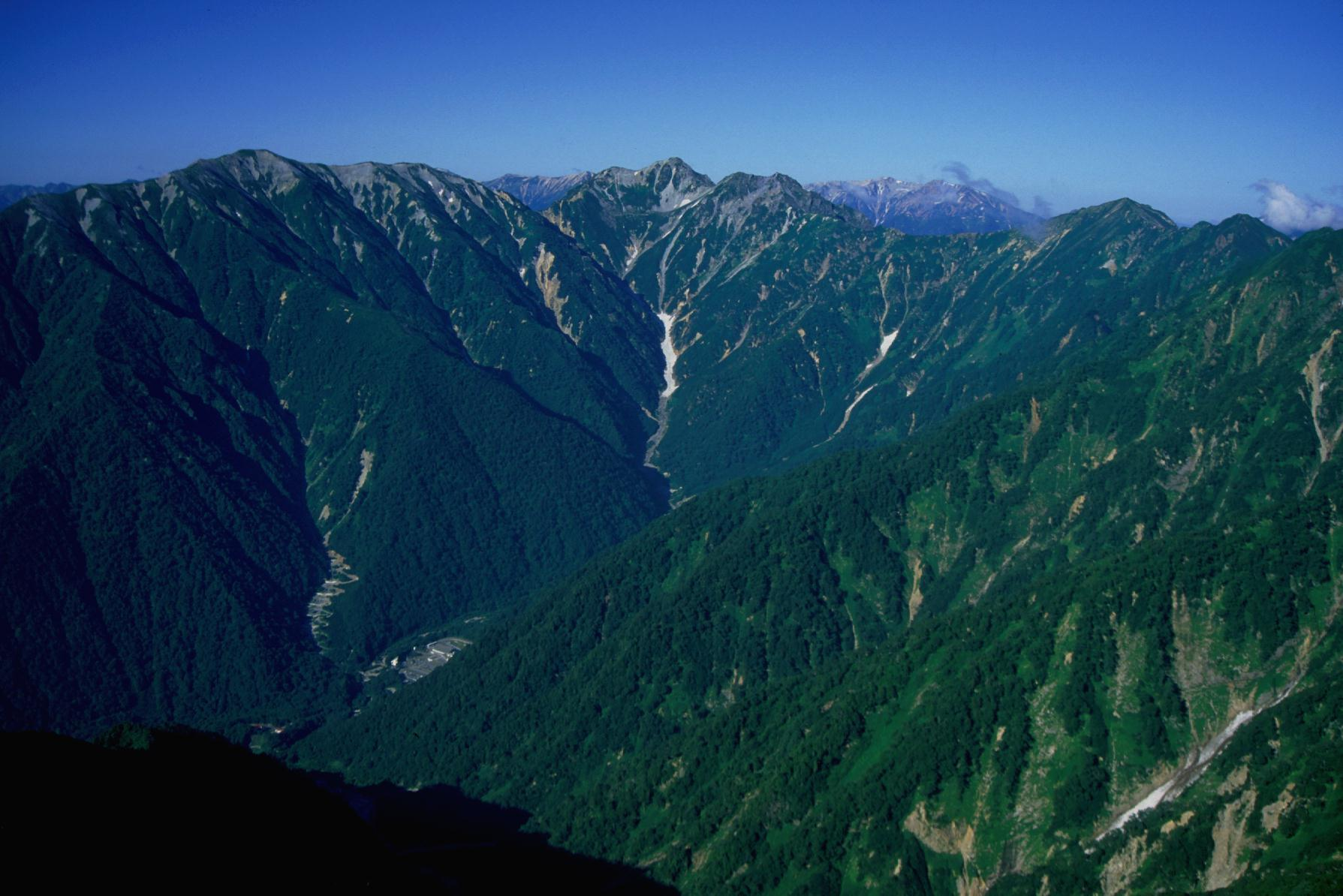
爺ヶ岳から望む蓮華岳と針ノ木岳から北へと延びる後立山連峰の山並み （2001年8月2日）
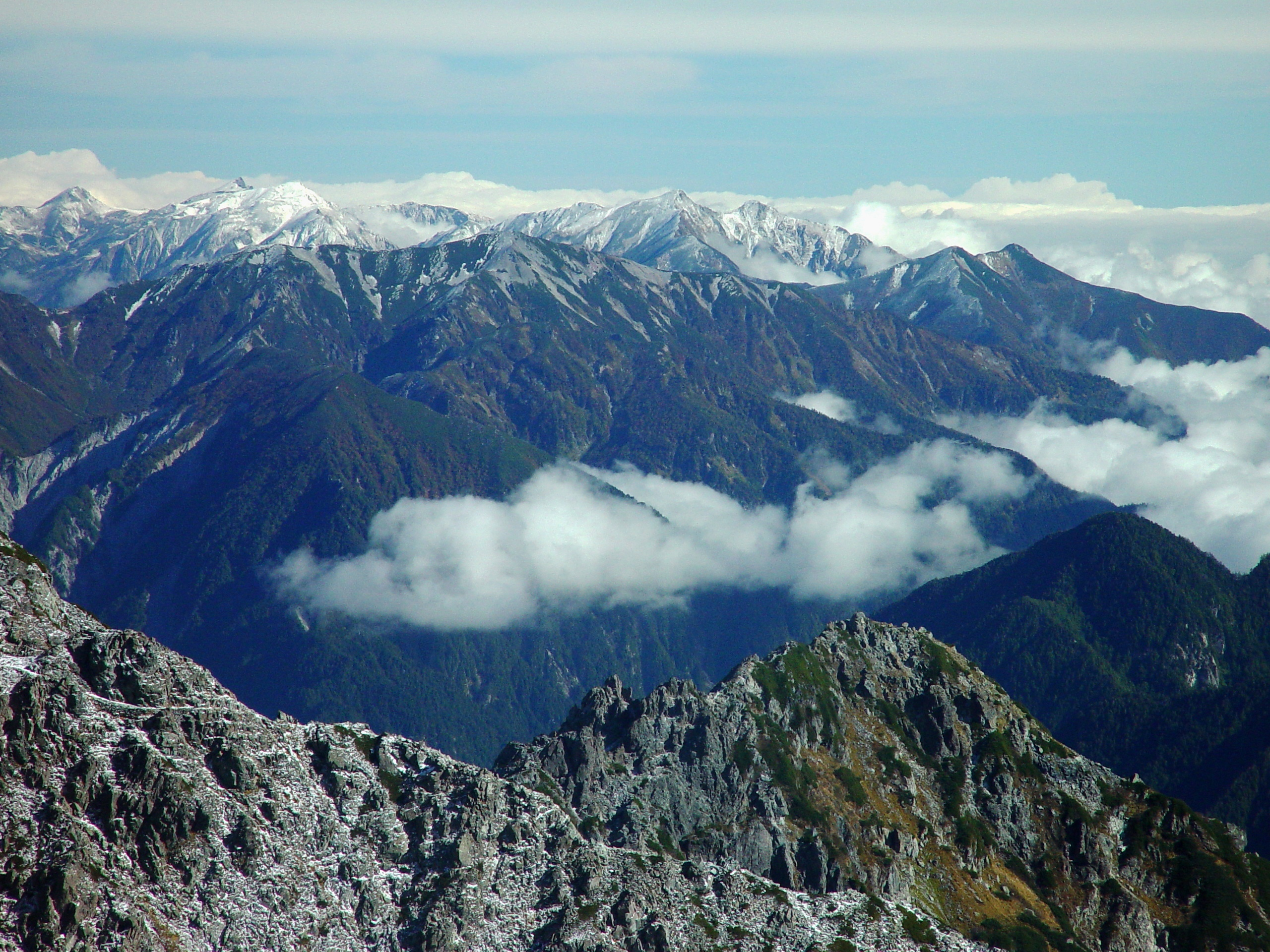
中岳から望む蓮華岳とその背後に後立山連峰 （2003年10月5日）